# Armadilha de liquidez
Em economia monetária, a armadilha de liquidez (do inglês liquidity trap) surge quando a taxa de juros nominal chega a zero ou a próximo dele, e a política monetária perde tracção. Consequentemente, métodos tradicionais para guiar uma economia de regresso ao equilíbrio tornam-se ineficazes. Nestas situações, os agentes não esperam retornos de grandes valores dos investimentos financeiros ou físicos, pelo que guardam os seus activos em depósitos de curto prazo, em vez de fazer investimentos de longo prazo. Isto faz uma economia em estado de recessão ainda mais crítico podendo ajudar para um clima de deflação.